# Půlpecen
Půlpecen (německy Pulpetzen) je část obce Chrastavec v okrese Svitavy. Leží na pravém břehu Svitavy, přibližně 20 km jižně od Svitav, při historické hranici Čech a Moravy. V osadě se 130 obyvateli a 24 domy v současnosti není žádný obchod, restaurace, avšak zásobování je umožněno blízkostí sousedních obcí, zejména Moravské Chrastové a Brněnce.

## Památky

### Vila Löw-Beer
Zajímavá stavba na severním okraji obce. Vilu nechal postavit v letech 1911 až 1913 majitel blízké textilní továrny Alfred Löw-Beer.[zdroj?] Objekt se nalézá ve strmém svahu nad silnicí. Jedná se o třípodlažní dům s bohatě dekorovanou fasádou. Za originálně zdobenými dveřmi se nalézal foyer obložený mramorovými deskami. Interiér byl dále obložen dřevěným obkladem a látkovými tapetami, pro vstup do vyšších pater byl vybaven víceramenným schodištěm. Podle pamětníků byly ve vstupní hale ze stropu zavěšeny barevné skleněné arkády s osvětlením. Ve vile pobýval během svého působení v blízké továrně Oskar Schindler, část vily měla sloužit k záchraně židovských vězňů.
Objekt byl poškozen hlavně hrubými stavebními zásahy v 50. letech 20. století a dostal se do havarijního stavu. S podporou Pardubického kraje zde však proběhla rozsáhlá rekonstrukce. Budova byla 31. října 2006 prohlášena Ministerstvem kultury za kulturní památku.

### Vodní mlýn s elektrárnou
V Půlpecnu se též nachází starý vodní mlýn s elektrárnou a pilou, který již není funkční a náhon byl v letech 2005-2006 zasypán.

### Čistička odpadních vod
Naproti mlýnu byla vystavěna Čistička odpadních vod.

## Turistické zajímavosti
Přibližně v polovině kilometr dlouhé obce se nachází rekonstruovaná studánka s pitnou vodou.